# カプチーノ

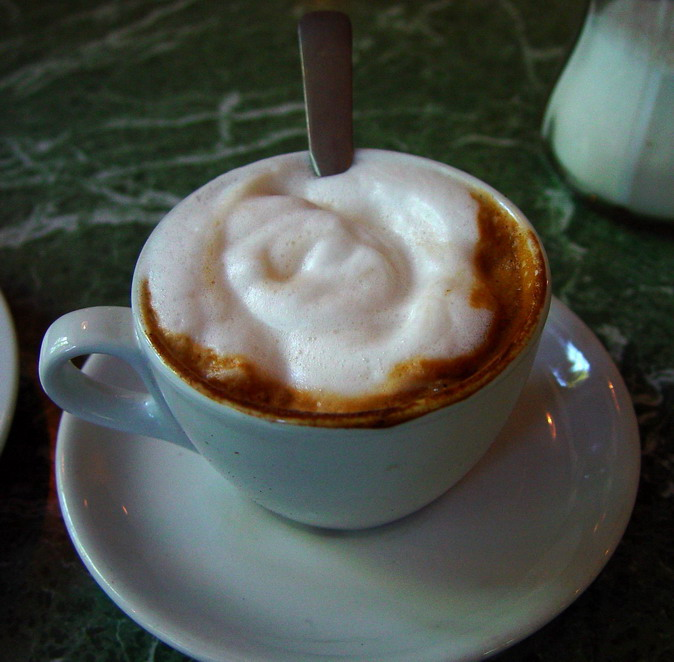
カプチーノ

カプチーノ（イタリア語: cappuccino）は、イタリアで好まれているコーヒーの飲み方の1つで、陶器のコーヒーカップに注いだエスプレッソにクリーム状に泡立てた牛乳を加えたものをいう。イタリア語の本来の発音は「カップッチーノ」に近い。好みによってチョコレートパウダーで風味付けすることもある。なおイタリアではカプチーノにシナモンパウダーを振りかけることはない。日本ではシナモンパウダーを掛けることがあるが、これはアメリカ由来の慣習と考えられる。

## 名前の由来
カプチーノ（カップッチーノ）という言葉は、元来はカトリック教会の修道会であるカプチン会の修道士のことを指し、彼等が着るフードのついた修道服、カップッチョ（cappuccio、「頭巾、フード」の意）にちなむとされる。より具体的には、カプチーノの茶色が修道士の服の色と似ていたから、という説や、エスプレッソに浮かんだミルクの泡を蓋に見立てたから（cappuccioには「蓋」の意味もある）という説、さらに白い泡をコーヒーが囲む様子が、頭頂部のみを剃髪した修道士の髪型に似ているから、という説もある。
フランス語ではカフェ・クレーム（フランス語: café crème）と呼ばれる。
フランス語でカフェ・オ・レ、イタリア語でカフェ・ラッテと呼ばれる、泡立てていない牛乳入りコーヒーとは別の淹れ方の飲み物である。

## カプチーノのミルク
カプチーノにはエスプレッソとともに、スチームミルク（スチームドミルク、蒸気で温められたミルク）とフォームミルク（フォームドミルク、蒸気で泡立てられたミルク）との両方を用いる。冷たい牛乳を金属製のピッチャーに入れ、エスプレッソマシンやミルクフォーマーのスチームワンドをミルクに差し込んでスチームをミルクに通すことでミルクが温められる。その際にワンドの先端を液面に近づけ適切な割合で空気を混入させるとフォームが発生する。したがってスチームミルクとフォームミルクは同時に一つのプロセスの中で同じ容器の中に作られる（目的によって両者の割合は調整可能）。金属製（通常ステンレス製）ピッチャーが好ましいといわれるのは熱伝導率が高く温度を把握し過熱を避けるのに適しているからである。
一般的には、カプチーノにおけるエスプレッソ、スチームミルク、フォームミルクの割合は1:1:1とされるが、店や客の好みによっても差異がある。
カプチーノ・キアロ
エスプレッソに対してミルクの割合が多いもの。「キアロ」はイタリア語で「明るい」の意。色が「淡い」の意とも考えられる。
カプチーノ・スクーロ
エスプレッソに対してミルクの割合が少ないもの。「スクーロ」はイタリア語で「暗い」の意。色が「濃い」の意とも考えられる。
ウェット・カプチーノ
フォームミルクよりスチームミルクの割合が多いもの。液体のミルクの分量が多いのでとろっとしている。全くフォームミルクを入れないものはセンツァ・スキューマ（「泡なし」の意）と呼ぶ。
ドライ・カプチーノ
スチームミルクよりフォームミルクの割合が多いもの。ミルクの泡が多いのでふわっとしている。

## その他のバリエーション
カプチーノにはトッピングの違いによってもさまざまな種類がある。
カプチーノ・コン・カカオ
ココアパウダーをかけたもの。
キャラメル・カプチーノ
キャラメルシロップを加えたもの。
ヘーゼルナッツ・カプチーノ
ヘーゼルナッツシロップを加えたもの。
牛乳以外の乳製品を用いたカプチーノもある。
ソイチーノ
豆乳を用いたもの。
スキニチーノ
スキムミルクを用いたもの。
カプチーノ・フレッド（アイスカプチーノ）
冷たいカプチーノ。ローマやギリシャで飲まれる。
カプチーノに類似したエスプレッソのバリエーションには以下のものがある。カプチーノとこれらとの違いは、どのようなミルクを入れているか、またその分量はどれくらいか、という差によって生じる。
カフェ・ラッテ
エスプレッソにスチームミルクをたっぷりと用いる。
カフェ・マキアート
エスプレッソに対し、フォームドミルクを少量たらすように加える。
カフェ・コン・パンナ
エスプレッソの上にホイップクリームを浮かべたもので、ミルクは使用しない。しばしばココアパウダーをかける。
カフェ・モカ
カフェ・コン・パンナにチョコレートシロップを加えたもの。

## カプチーノの飲み方

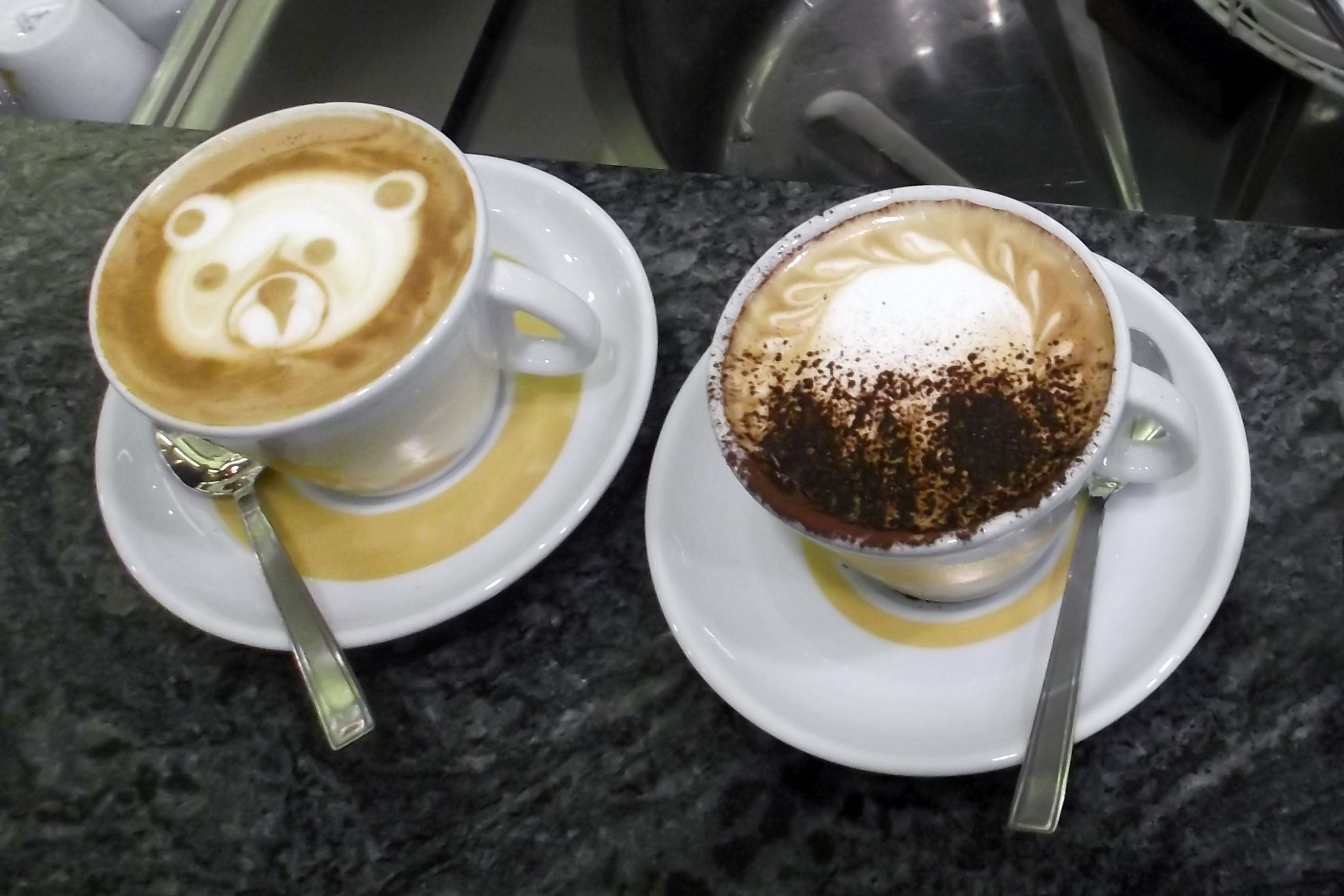
デザインカプチーノ

デザインカプチーノ

イタリアでは、喫茶店やカフェにあたるバールで、朝にクロワッサンやブリオッシュなどとともに飲まれることが多い。イタリアにおいてカプチーノが飲まれるのは、朝食時にほぼ限られる。
カプチーノはたっぷりのミルクを使用するためお腹をいっぱいにする飲み物と考えられており、昼食後や夕食後にカプチーノを飲むことはイタリア（および南欧）では一般的ではなく、消化の観点から「間違っている」とすら考えられている。夜カプチーノを飲むことは、貧乏な人がカプチーノ一杯で夕食代わりにするといった状況を連想させ、貧乏人の夕食といったイメージが強いと言われる。
日本におけるカプチーノは当初、ドリップコーヒーに牛乳またはホイップクリームを加え、シナモンをふったりシナモンスティックを添えたりするのが一般的であった。これはエスプレッソ自体が普及していなかったことと、コーヒー文化の移入が主にアメリカ経由であったためと考えられる。1996年以降、エスプレッソによるバリエーションコーヒーを主力としたシアトル系コーヒー店が日本に進出、チェーンを拡大すると、それにともなって、本来の形式のカプチーノが日本でも広く認識されるようになった。

## 目で楽しむカプチーノ
バリスタがカプチーノの泡の表面にエッチングを行ったりココアパウダーを振り掛けたりして描く文様やイラストなどをデザインカプチーノと呼ぶ。
カプチーノが温かく泡が消えないうちに素早く美しく描くことが求められるため、高度な技術が必要とされる。
一方、エスプレッソにミルクを注いでハートやリーフの模様を描いたものをラテアートとして区別する。